# Tăng Ích Tân
Tăng Ích Tân (tiếng Trung giản thể: 曾益新, bính âm Hán ngữ: Céng Yìxīn, sinh tháng 10 năm 1962, người Hán) là nhà y khoa nghiên cứu u bướu, chính trị gia nước Cộng hòa Nhân dân Trung Hoa. Ông là Ủy viên dự khuyết Ủy ban Trung ương Đảng Cộng sản Trung Quốc khóa XX, hiện là Thành viên Đảng tổ, Phó Chủ nhiệm Ủy ban Y tế Quốc gia Trung Quốc, Phó Chủ nhiệm Ủy ban Bảo vệ sức khỏe Trung ương. Ông từng là Phó Chủ nhiệm Ủy ban Sức khỏe và Kế hoạch hóa gia đình Quốc gia; Viện trưởng Bệnh viện Bắc Kinh, Hiệu trưởng Học viện Y tế Công đoàn Bắc Kinh.
Tăng Ích Tân là đảng viên Đảng Cộng sản Trung Quốc, học vị Tiến sĩ Y học, giữ nhiều chức danh khoa học như Viện sĩ Viện Khoa học Trung Quốc, Viện sĩ Viện Hàn lâm Khoa học Thế giới, Viện sĩ Viện Khoa học Á – Âu Quốc tế. Ông là nhà khoa học ngành y chủ yếu nghiên cứu về u bướu, phòng chống và điều trị ung thư, virus Epstein–Barr, nhiều năm nghiên cứu khoa học, công tác ở các trường y, bệnh viện trước khi tham gia chính trường, lãnh đạo ngành y Trung Quốc.

## Xuất thân và giáo dục
Tăng Ích Tân sinh tháng 10 năm 1962 tại huyện Liên Nguyên, nay là thành phố cấp huyện Liên Nguyên thuộc địa cấp thị Lâu Để, tỉnh Hồ Nam, Cộng hòa Nhân dân Trung Hoa. Ông lớn lên và tốt nghiệp cao trung ở huyện Hội Đồng thuộc địa cấp thị Hoài Hóa, thi đỗ Học viện Y khoa Hành Dương (衡阳医学院, nay là Đại học Nam Hoa), tới Hành Dương nhập học từ tháng 9 năm 1979, tốt nghiệp y học vào tháng 7 năm 1985. Ông cũng được kết nạp Đảng Cộng sản Trung Quốc tại trường vào tháng 12 năm 1984. Sau khi tốt nghiệp ở Hồ Nam, ông tới Quảng Đông thi tuyển sau đại học và đỗ Đại học Y khoa Trung Sơn (Y khoa Tôn Dật Tiên, nay là Đại học Trung Sơn), là nghiên cứu sinh về u bướu, trở thành Tiến sĩ Y học vào tháng 7 năm 1990, khi 27 tuổi.

## Sự nghiệp

### Y học
Tháng 7 năm 1990, sau khi trở thành Tiến sĩ Y học, Tăng Ích Tân được nhận vào làm ở Bệnh viện Nhân dân tỉnh Quảng Đông (Y viện Nhân dân tỉnh Quảng Đông), công tác ở vị trí bác sĩ chủ trì, chỉ định và Trợ lý Nghiên cứu viên của Sảnh nghiên cứu Y học lão niên của Bệnh viện. Sau đó 2 năm, ông sang Nhật Bản, tham gia nghiên cứu sau tiến sĩ, học giả thỉnh giảng tại Sảnh nghiên cứu Y khoa học của Đại học Tōkyō, Sảnh nghiên cứu Tổng hợp lão nhân cấp cao Tokyo. Đến đầu năm 1995, ông tới Hoa Kỳ làm trợ lý nghiên cứu, tiến hành nghiên cứu y học ở Viện Y học Howard Hughes, Viện Y học của Đại học Pennsylvania. Tháng 3 năm 1997, ông trở về Đại học Trung Sơn, được phân công làm Phó Chủ nhiệm Trung tâm Phòng trị U bướu, Sảnh trưởng Sảnh nghiên cứu U bướu của trường. Sau đó, suốt giai đoạn 1997–2014, ông là Chủ nhiệm Trung tâm Phòng trị U bướu, Viện trưởng Viện Y học U bướu, Sảnh nghiên cứu U bướu của Đại học Trung Sơn. Trong thời gian này, năm 2005, Tăng Ích Tân được bầu làm Viện sĩ Viện Khoa học Trung Quốc, Viện sĩ Viện Hàn lâm Khoa học Thế giới từ 2008, và Viện sĩ Viện Khoa học Á – Âu Quốc tế từ 2011. Về xã hội, ông là Phó Đồng sự trưởng của Hiệp hội Chống ung thư Trung Quốc, Phó Đồng sự trưởng Hiệp hội Quốc tế về virus Epstein–Barr và bệnh liên quan, và Chủ biên Tạp chí Ung thư. Về quản lý, ông cũng được phân công làm Chủ nhiệm Phòng Thí nghiệm trọng điểm Quốc gia về U bướu Hoa Nam, đến tháng 8 năm 2010 thì điều tới thủ đô làm Phó Viện trưởng Viện Khoa học Y học Trung Quốc, Phó Hiệu trưởng Học viện Y tế Công đoàn Bắc Kinh. Tháng 4 năm 2011, Tăng Ích Tân được cử làm Ủy viên Ủy ban Cố vấn, chuyên gia cấp cao của Tiểu tổ lãnh đạo Cải cách y tế của Quốc vụ viện, đến tháng 8 thì được bổ nhiệm làm Hiệu trưởng Học viện Y tế Công đoàn Bắc Kinh. Đến cuối năm 2015, ông được điều tới Y viện Bắc Kinh, nhậm chức Viện trưởng của Bệnh viện Bắc Kinh này.
Đối với y học, Tăng Ích Tân chủ yếu tham gia nghiên cứu cơ chế bệnh sinh và điều trị các khối u ác tính, đồng thời thực hiện các nghiên cứu có hệ thống và chuyên sâu về ung thư biểu mô vòm họng với tỷ lệ mắc cao ở miền Nam Trung Quốc từ khía cạnh nhiễm virus Epstein–Barr và các yếu tố di truyền, và đã có những bước đột phá về di truyền nghiên cứu ung thư biểu mô vòm họng. Thành tựu của ông là làm rõ tính nhạy cảm di truyền của ung thư biểu mô vòm họng, định vị và xác định gen nhạy cảm di truyền gia đình của ung thư biểu mô vòm họng (Nat Genet 2010), làm sáng tỏ cơ chế gây bệnh của nó (Cancer Res 2006 và 2018). Trong cơ chế bệnh sinh của ung thư biểu mô vòm họng, bằng cách sử dụng giải trình tự toàn bộ bộ gen của virus Epstein–Barr, lần đầu tiên xác định được phân nhóm nguy cơ cao của virus này liên quan đến ung thư vòm họng (Nat Genet 2019), đặt nền tảng cho việc dự đoán nguy cơ và phát triển vắc-xin ung thư vòm họng; nghiên cứu đang tiếp tục về virus Epstein–Barrvắc xin tái tổ hợp (Frontiers in Immunol 2018), để phòng ngừa hoặc điều trị ung thư vòm họng.

### Chính trường
Tháng 2 năm 2017, Tăng Ích Tân được bổ nhiệm làm Phó Chủ nhiệm Ủy ban Sức khỏe và Kế hoạch hóa gia đình Quốc gia Trung Quốc, cấp phó bộ, và là Thành viên Đảng tổ, Phó Chủ nhiệm Ủy ban Bảo vệ sức khỏe Trung ương, bước vào chính trường. Cuối năm này, tại Đại hội Đảng Cộng sản Trung Quốc lần thứ XIX, ông được bầu làm Ủy viên Ủy ban Kiểm tra Kỷ luật Trung ương Đảng khóa XIX. Vào tháng 3 năm 2017, các cơ quan ngành y được cải tổ, thành lập mới Ủy ban Y tế Quốc gia Trung Quốc, Tăng Ích Tân nhậm chức Phó Chủ nhiệm Ủy ban này. Đến tháng 5 năm 2022, ông được phong bậc lên cấp chính bộ trưởng. Cuối năm 2022, ông tham gia Đại hội Đảng Cộng sản Trung Quốc lần thứ XX từ đoàn đại biểu khối cơ quan trung ương Đảng và Nhà nước. Trong quá trình bầu cử tại đại hội, ông được bầu là Ủy viên dự khuyết Ủy ban Trung ương Đảng Cộng sản Trung Quốc khóa XX.

## Giải thưởng
Trong sự nghiệp của mình, Tăng Ích Tân đã được trao những giải thưởng về khoa học và lao động như:
- Giải Nhì Khoa học tự nhiên Quốc gia Trung Quốc, 2005;
- Giải thưởng "Tiến bộ Khoa học kỹ thuật" từ Quỹ Khoa học Ho Leung Ho Lee, 2007;
- Huân chương Grand Silver Medal của Học viện Karolinska, 2010;
- Giải thưởng "Nhà khoa học kỹ thuật ưu tú toàn quốc", trao bởi Hiệp hội Khoa học Kỹ thuật Trung Quốc, 2010;